# Eblisia variistria
Eblisia variistria är en skalbaggsart som först beskrevs av Cooman 1956.  Eblisia variistria ingår i släktet Eblisia och familjen stumpbaggar. Inga underarter finns listade i Catalogue of Life.